# Regina Romero

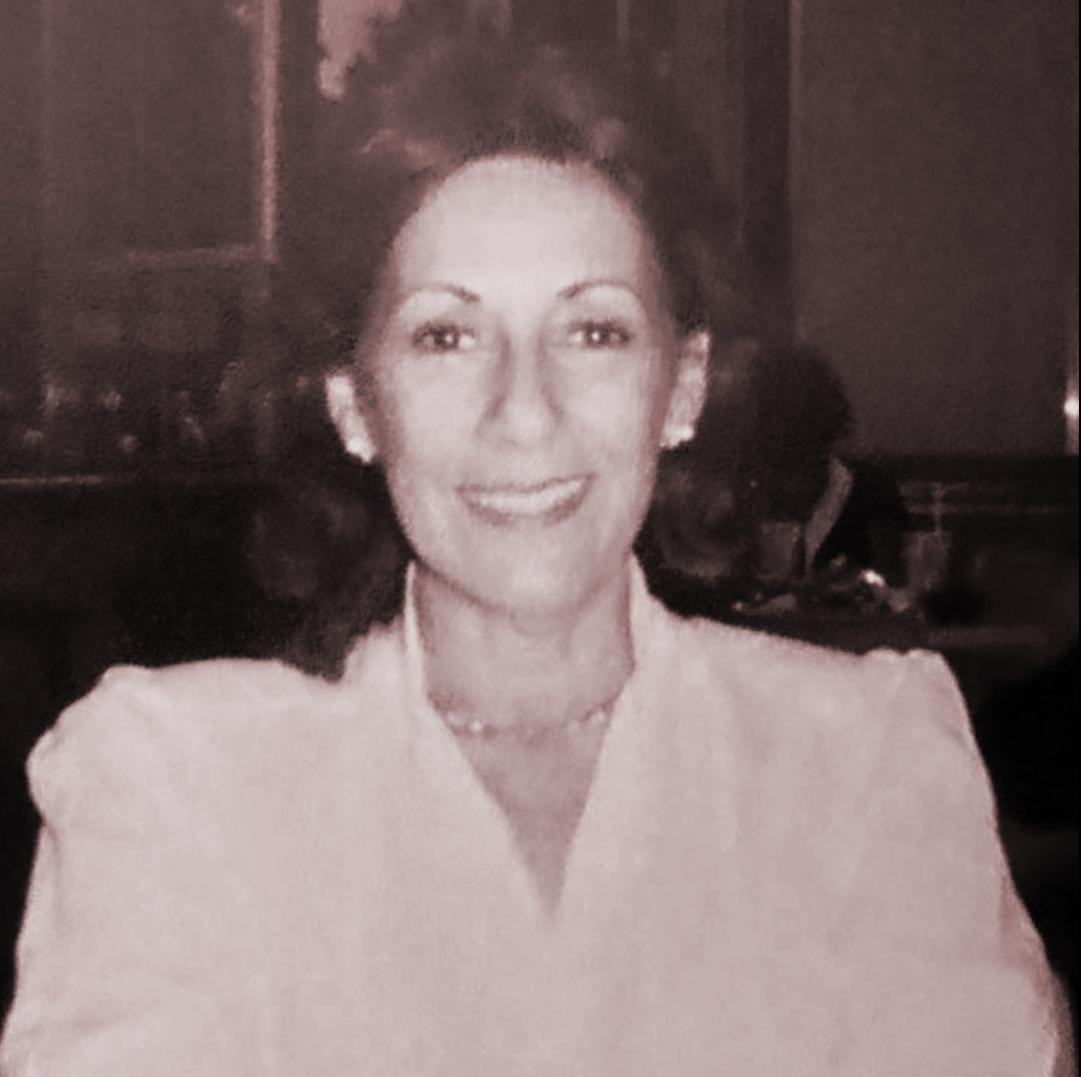
Regina Calzada Casanova

Regina Romero es una empresa mexicana dedicada a la creación de calzado fino para dama y otros artículos de piel hechos a mano. La compañía fue fundada en 1984 por Regina Calzada de Romero, quien dio su nombre a la marca. 

## Historia: Fundación
Regina Calzada Casanova, fundadora de la marca, nació el 15 de junio de 1934 en la ciudad de Teapa, en el estado de Tabasco, México.  A los 16 años de edad se estableció en la Ciudad de México, donde rápidamente se relacionó con el mundo de la moda y del diseño, trabajando en El Palacio de Hierro para la marca Mizuki, especializada en cosméticos. 

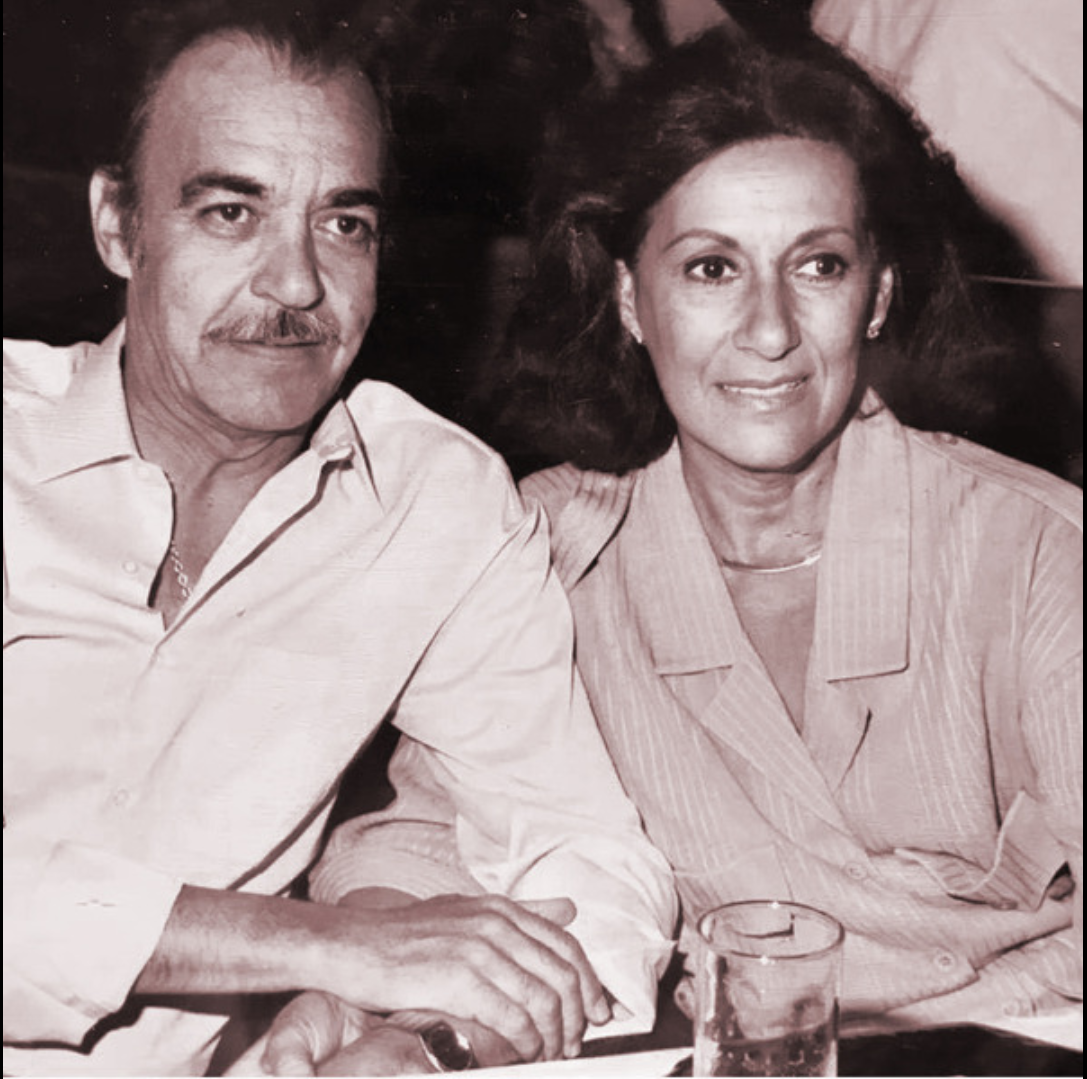
Carlos Romero Huxley y Regina Calzada Casanova

En 1959 contrajo nupcias con Carlos Romero Huxley, ingeniero civil mexicano, quien comenzó a hacerse cargo de la administración de la Tenería Cuauhtémoc en Monterrey a partir de 1964. El cargo implicó muchos viajes a Europa para la venta de productos, entre ellos la piel de cabrito, ya que el consumo de dicho producto en Monterrey arrojaba el subproducto -la piel- pero en México no se utilizaba, debido a la delicadeza del mismo.
La industria del calzado en México en la década de los setenta y desde el siglo XVII se concentraba principalmente en la ciudad de León, Guanajuato. No obstante, México tenía una profunda carencia de calzado de variedad y alto diseño, provocando que la sociedad tuviera preferencia por marcas extranjeras compradas principalmente fuera del país. Al finalizar la década de los setenta, la industria del calzado mexicano producía 210 millones de pares anuales y era fuente de empleo directo de 115,000 trabajadores. 
En 1973, Regina Calzada de Romero y su marido, decidieron abrir una fábrica de calzado para dama. Al inicio, la hechura de calzado era de la misma calidad del resto de las fábricas en México, por lo que la pareja decidió emprender un viaje a San Mauro Pascoli, región conocida por su fabricación artesanal de zapatos, en Italia, donde aprendieron técnicas de la escuela italiana de calzado y contrataron a un jefe de personal que instruyó a los trabajadores de la marca establecidos en México.

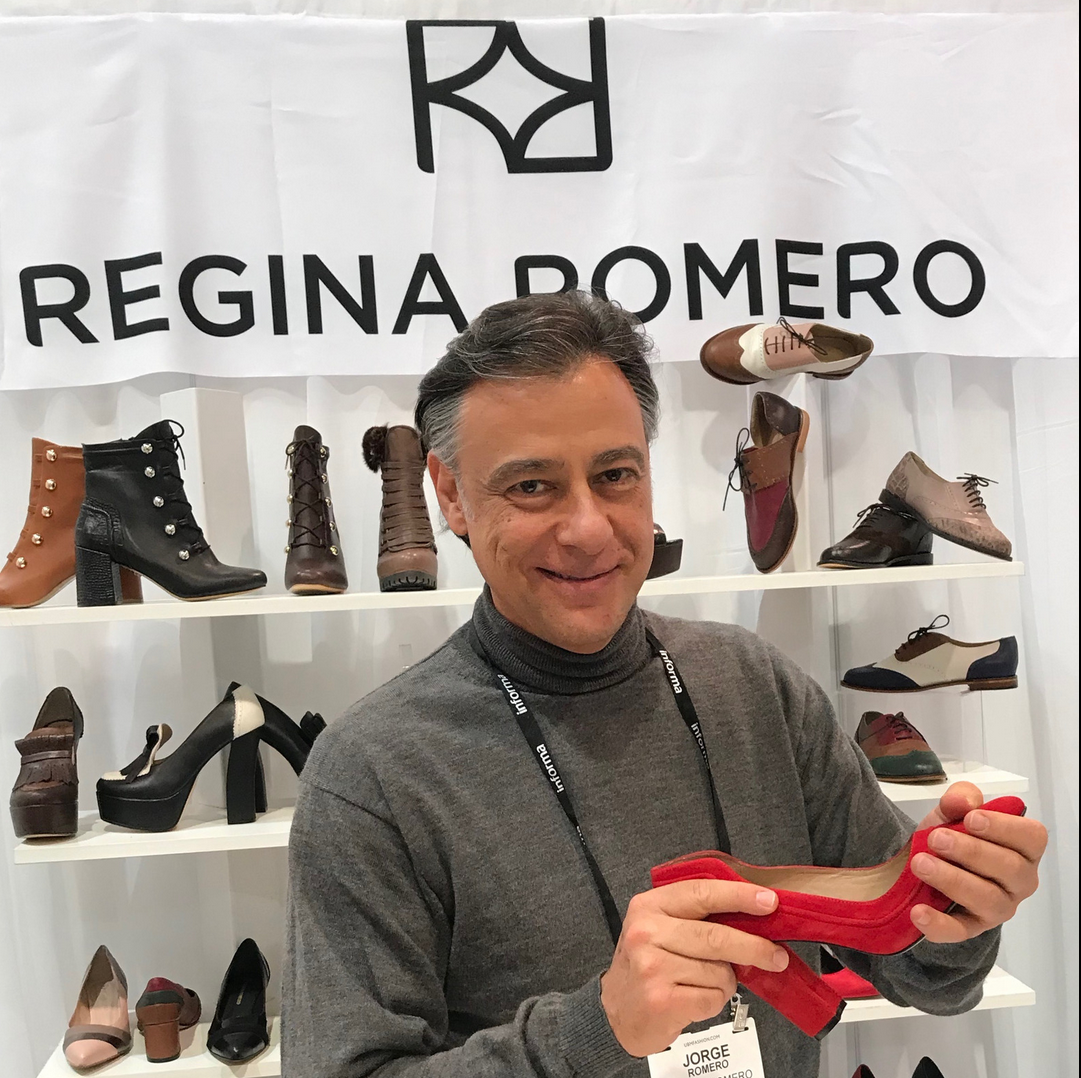
Jorge Alberto Romero Calzada

En 1983, se unió Jorge Alberto Romero Calzada, hijo de Carlos y Regina, quien se encargó, entre otras cosas, de tropicalizar los conceptos italianos a la industria y mercado mexicano. Este proceso lo llevó a trabajar de la mano por muchos años con los consultores italianos, además de decenas de viajes a Italia y España para hacerse experto en la manufactura de calzado fino para dama.
Una vez que se consiguió crear un producto de calidad internacional en 1984, la señora Regina Calzada de Romero abrió su primera tienda en la Avenida Presidente Masaryk, en la Ciudad de México, formando así la primera marca mexicana que llevaba un nombre de mujer de la misma nacionalidad. 
La década de los años 80 fue fundamental para la marca, pues pronto se convirtió en un referente de calzado mexicano para dama, además de volverse la primera marca de origen nacional y no propia de El Palacio de Hierro que se vende hasta la actualidad en sus tiendas. El éxito de la marca fue tal que mujeres importantes de la época comenzaron a utilizar sus bolsos y zapatos, entre ellas Paloma Cordero, esposa del entonces presidente Miguel de la Madrid.
Regina Calzada de Romero se dedicó a la atención del establecimiento y realizó interacciones personales con sus clientes hasta el año 2000.

## Renovación
Pese a que la mayoría del calzado fabricado en México es el de corte de piel y cuero, alrededor de 2005 se gestaron fuertes cambios en la industria de la moda y se impulsó la entrada del calzado fast fashion al país. En este modelo, la falta de calidad es compensada por el precio y genera 13,000 toneladas de basura diaria en México.
A partir de 2010, las ventas de ropa se incrementaron drásticamente. México reportó un 75% más de venta de ropa a comparación del año 2013, de acuerdo con datos de Grupo AXO. Las crisis económicas, como la Gran Recesión de 2008, orillaron a los consumidores a buscar opciones más económicas para la adquisición de ropa y calzado. 

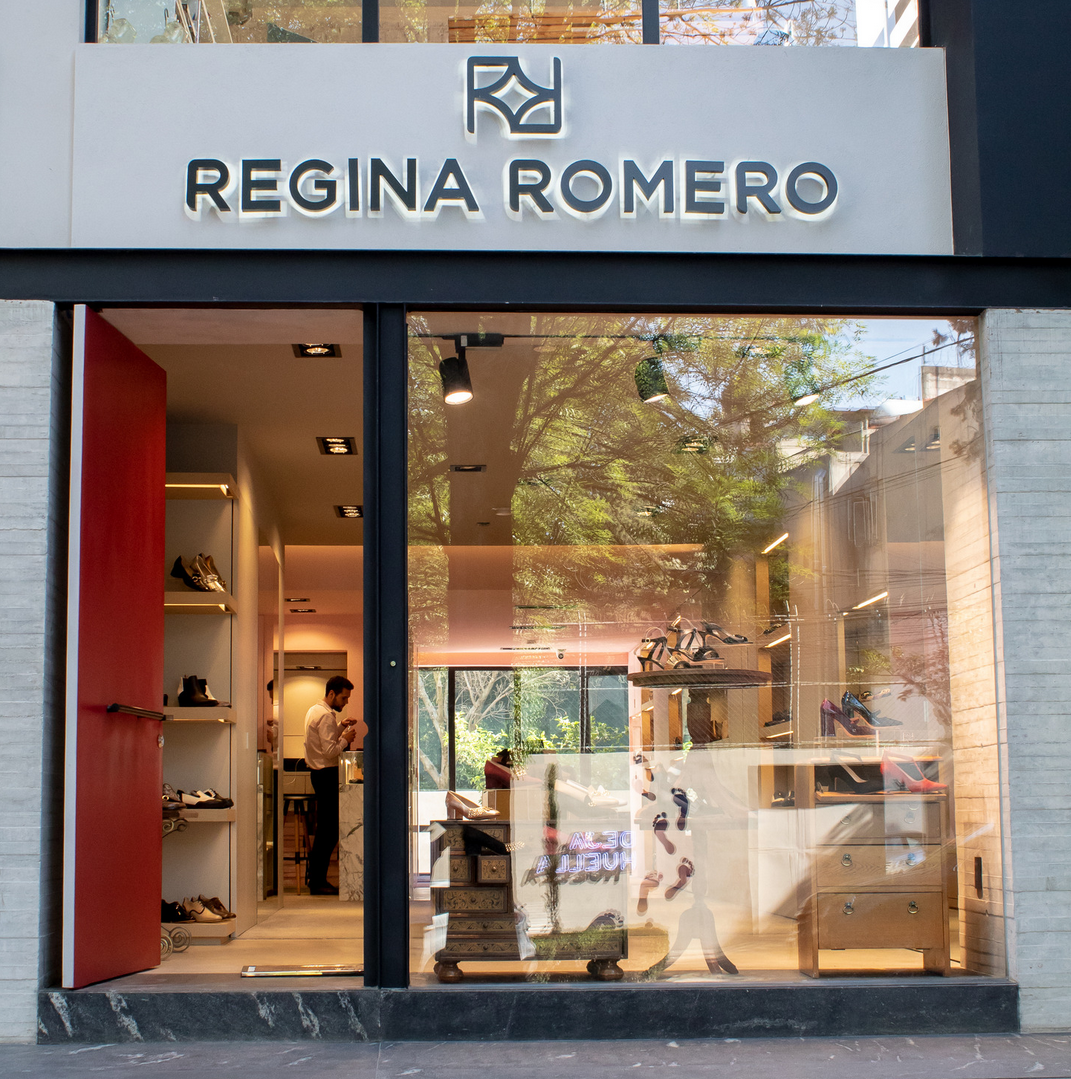
Sucursal Regina Romero

La entrada del fast fashion y las crisis económicas generaron que la marca sufriera un severo déficit que la llevó al cierre de la tienda de Avenida Presidente Masaryk en 2015; pero siguió activa gracias al convenio con El Palacio de Hierro, lo cual le permitió seguir teniendo presencia en la industria del calzado mexicano.
Actualmente, el calzado mexicano de cuero ha sido ya superado por el calzado de plástico. En 2014, el calzado de cuero representaba el 33.44% de la producción, pero fue superado por el de plástico, alcanzando éste un nivel de 46.25%. 
En 2016, Jorge Romero, ya como director general de la marca, decidió hacer una transformación de la misma e incursionar en el mundo digital, creando un sitio de e-commerce. 
El éxito de estas acciones se reflejó en el resurgimiento de la marca Regina Romero y desembocó en la apertura de una nueva tienda física ubicada en la colonia residencial Lomas de Chapultepec. Dicha boutique se abrió en el año de 2019.

## Presencia
La empresa ha optado por la migración hacia las nuevas tecnologías, adaptando sus sistemas y realizando la elaboración de plataformas digitales más seguras y modernas, para los procesos de marketing y venta en línea. 
La marca también ha colaborado con diversas marcas y diseñadores de moda, tales como Macario Jiménez, Ophelia Showroom, Jeanette Toscano, Alexia Ulibarri, Jorge Ayala, entre otros, impulsando así el diseño mexicano.
Además, Regina Romero se ha visto involucrada en labores altruistas, como su trabajo con la fundación Make-A-Wish México.  La diseñadora Regina Romero creó una línea de 150 chamarras de piel vegana y eco friendly para la recaudación de fondos para esta asociación.
Alcance Internacional
Pese a que la mayoría del calzado fabricado en México es para consumo nacional, el cual representa el 87% de la producción total, mientras que las exportaciones representan el 8.7% de la producción, Regina Romero ha alcanzado presencia internacional, logrando ubicarse en distintos puntos de venta de México y Estados Unidos. 
La presencia internacional de la marca se debió a la entrada en diversas exposiciones internacionales en New York, Las Vegas, Atlanta y otras ciudades de Estados Unidos de América. Ejemplos de ello son la boutique Harris en New York , Angelique Boutique en New Orleans y Daphne's Shoe Boutique en Daphne, Alabama.
En 2021, derivado del fuerte crecimiento de las compras en línea, se abrió la tienda en Amazon USA, extendiendo los alcances de la marca a nivel internacional en el espacio digital.